# Río Medicine Bow
El río Medicine Bow (del inglés: Medicine Bow River) es un río del Oeste de Estados Unidos, uno de los principales afluentes del río Platte Norte. Tiene una longitud aproximada de unos 314 km.
Administrativamente, el río discurre íntegramente por el estado de Wyoming.

## Geografía
El río Medicine Bow nace en la parte meridional del estado de Wyoming, en el extremo sureste del condado de Carbon. El río nace en la vertiente oriental de las montañas Medicine Bow, al noroeste del pico Medicine Bow (3.661 m), en una serie de pequeños lagos enlazados, situado el más alto a unos 3.300 m. El río fluye primero en dirección norte, por la ladera oriental de las montañas que llevan su nombre. Continua al norte, bordeando la montaña Elk («Elk Mountain») por su lado este, y pasando por la pequeña localidad situada a sus pies, Elk Mountain (192 hab. en 2000). A continuación, se encamina hacia el noreste, hasta llegar a la pequeña localidad a la que da nombre, Medicine Bow (274 hab.). En Medicine Bow recibe, por la derecha y procedente del este, al arroyo Rock (con una longitud de 105 km) y al poco, también por la derecha y procedente del este, al río Pequeño Medicine Bow («Little Medicine Bow River»).
Luego el río gira hacia el Noroeste, pasando entre el borde septentrional de las montañas Medicine Bow y las montañas Shirley, al norte. En su tramo final bordea la ladera meridional de esta última cadena montañosa, para, finalmente unirse al río Platte Norte, por la derecha, en el embalse Seminoe. Los últimos 16 kilómetros del río forman ahora uno de los barzos del embalse.

## Datos hídricos
| Caudal medio anual | Caudal Máximo | Caudal Máximo | Caudal Mínimo | Caudal Mínimo |
| (cf/s)             | Mes           | Caudal        | Mes           | Caudal        |
| ------------------ | ------------- | ------------- | ------------- | ------------- |
| 176                | Junio         | 648           | Enero         | 32,2          |